# 馬摩拉地區

馬摩拉地區在土耳其的位置

馬摩拉地區（土耳其語：Marmara Bölgesi）是土耳其的七個地理分區之一，位於該國的西北側。該地區的名稱來自區內的內海馬摩拉海，該地區面積為67,306平方千米，並有著七個地理分區中最多的人口，於2009年人口普查時，擁有超過兩千三百萬的人口。